# Google Toolbar
Google Toolbar (Google verktygsfält på svenska) är ett tilläggsprogram till Internet Explorer och Firefox vilket gör att man kan komma åt en del av Googles tjänster i verktygsfältet på webbläsaren.

## Funktionerna (urval)
- Sök
- Gmail
- Bokmärken
- Skicka till
- PageRank